# Kasteel van Marqueyssac

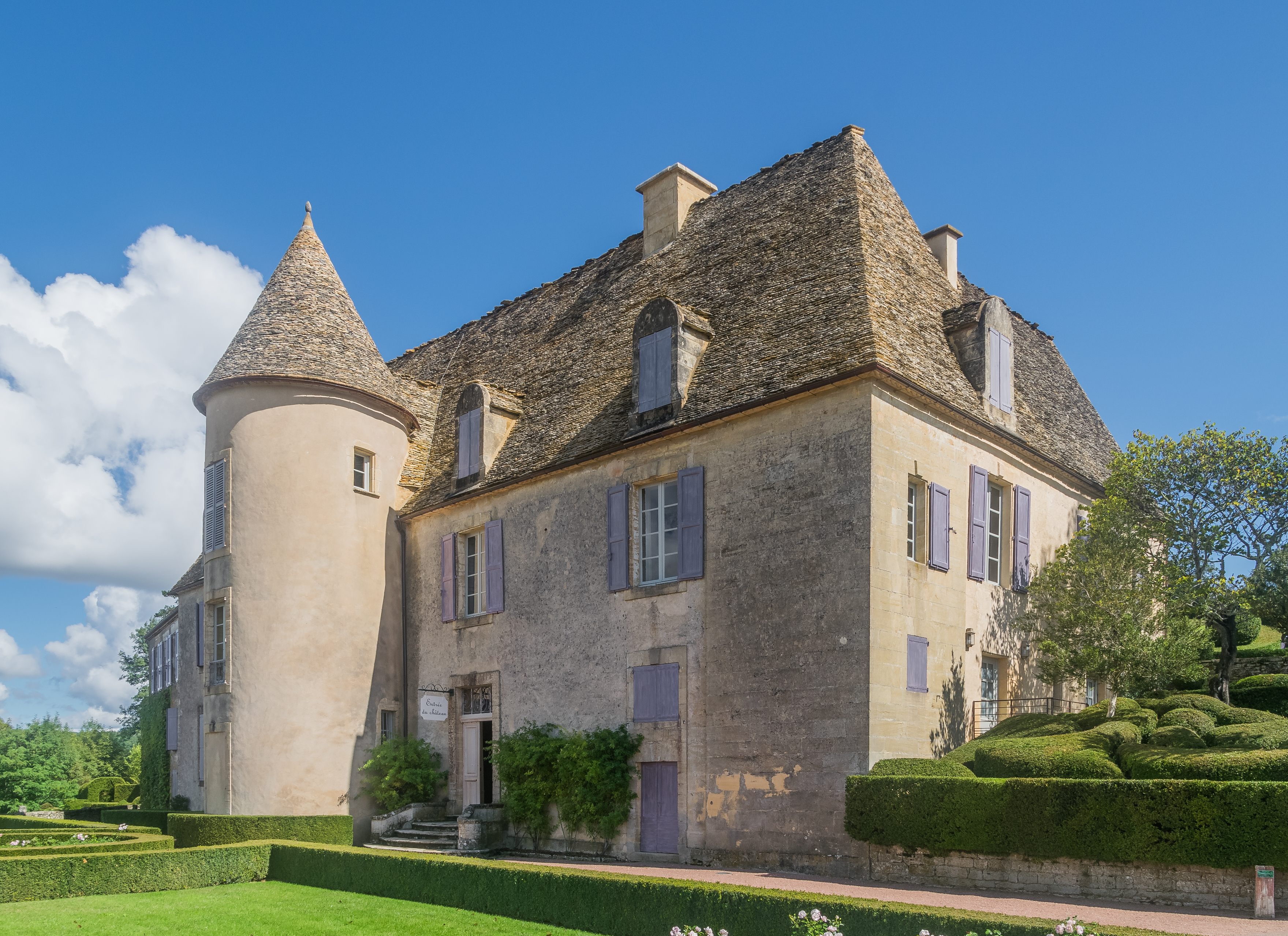
Kasteel van Marqueyssac

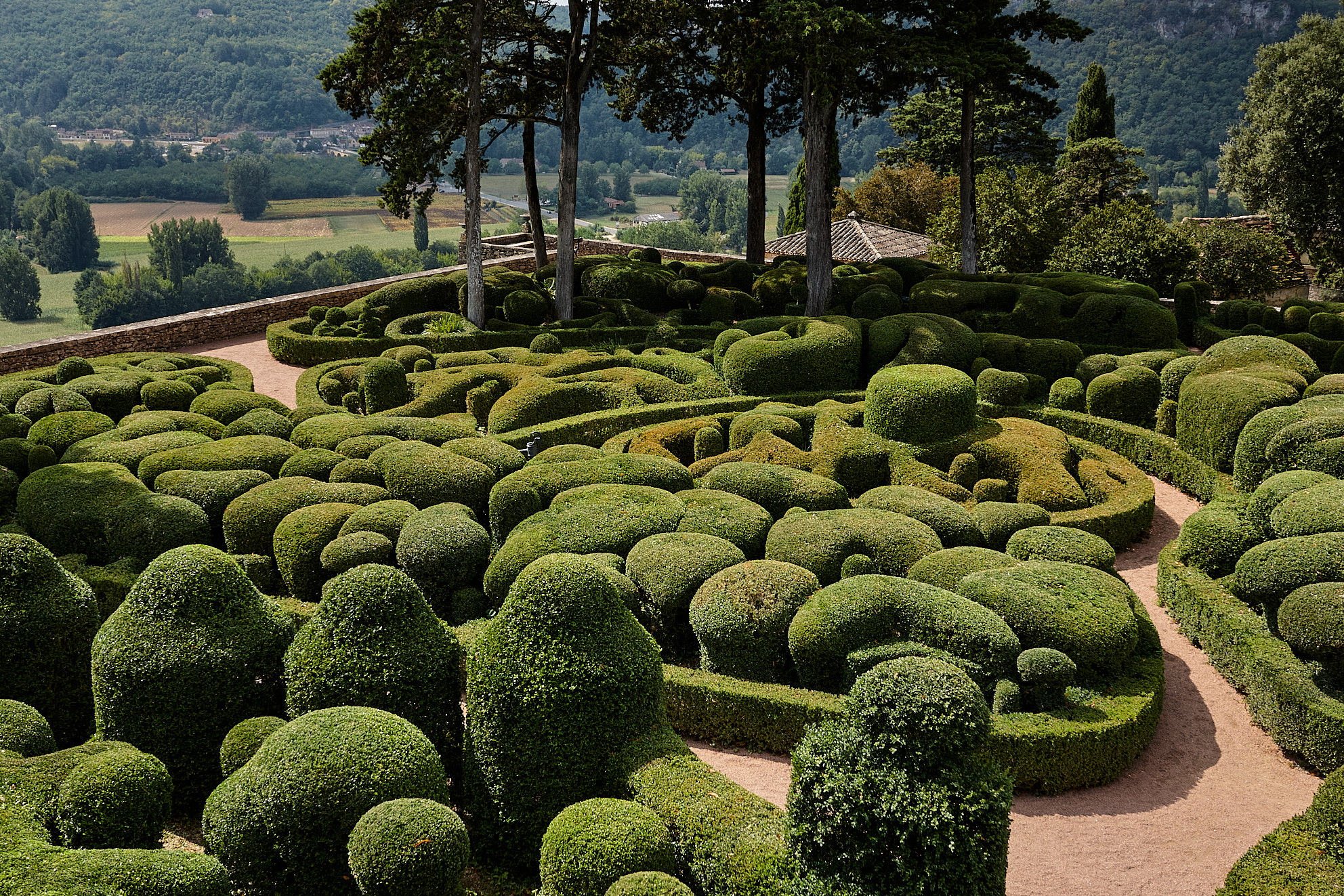
Tuinen

Het Kasteel van Marqueyssac (Frans: Château de Marqueyssac) is een 18e-eeuws kasteel in de Franse gemeente Vézac (Dordogne), dat vooral bekend is door zijn tuinen. Het kasteel verheft zich 130 meter boven de rivier Dordogne.

## Geschiedenis
Op de plaats van het huidige kasteel stond vroeger al een kasteel. Dit werd in 1692 aangekocht door Bertrand Vernet, een architect en raadgever van de Franse koning. Eind 18e eeuw werd er een nieuw kasteel als buitenverblijf gebouwd. Het gebouw heeft een eenvoudige voorgevel die wordt onderbroken door een enkele toren, waarin zich de trap bevindt. Het gebouw heeft een hoog, natuurstenen dak. In 1861 erfde Julien de Lavergne de Cerval, een magistraat uit Sarlat, het gebouw. Gedurende dertig jaar wijdde hij zich aan de aanleg van tuinen rond het kasteel. Tijdens de 20e eeuw werden de tuinen verwaarloosd maar aan het eind van de eeuw weer opgeknapt. Na 2010 werd het dak van het kasteel volledig vernieuwd.

## Tuinen
De tuinen van het kasteel hebben een oppervlakte van 22 ha met zes km aan wandelwegen. Het ontwerp van de tuinen is geïnspireerd op Italiaanse tuinen en bij de keuze van de planten is rekening gehouden met de calcaire bodem. De tuinen zijn aangelegd op verschillende niveaus.